# Радошковичская возвышенность
Радошко́вичская возвы́шенность (бел. Радашко́віцкае ўзвы́шша) — часть Минской возвышенности. Располагается в Минской области Белоруссии, в основном на территории Молодечненского района.

## Географическое положение
Северная часть территории ограничивается верхним участком долины реки Березина (приток Немана) и окраиной Нарочано-Вилейской низменности, западная — окраиной Воложинской возвышенности. Северо-восточная часть сливается с Логойской возвышенностью. В составе северо-западной части Радошковичской возвышенности выделяют отдельный участок — Олехновичскую возвышенность.

## Рельеф
Радошковичская возвышенность приурочена к северо-восточной части Белорусской антеклизы. Осадочный чехол сложен из среднедевонских глин, мергелей, доломитов, песчаников. В антропогеновых слоях присутствуют отложения всех оледенений (кроме Поозерского) и межледниковых периодов. Наибольший вклад внесли Днепровское и Сожское (Московское) оледенения, мощность слоёв которых превышает 250 м. На вершинах холмов и гряд представлены буровато-коричневые, легкосуглинистые и супесчаные морены с большим количеством валунов.
Рельеф местности определяют как грядово-холмисто-увалистые отложения, так и отдельные моренные и камовые холмы. На камовых участках крутизна склонов достигает 20—25°. Северный склон образует уступ высотой около 50 м и углом наклона 25—30°, выходящий к Нарочано-Вилейской низменности.
Наивысшая точка — гора Маяк (335 м над уровнем моря).
Территорию перерезают долины рек, многочисленные лощины стока, короткие овраги. На пологих склонах сформировались делювиальные шлейфы.

## Гидрография
Территория является водоразделом между реками бассейнов Балтийского и Чёрного морей. В границы возвышенности заходят верховья рек бассейна Немана (Свислочь, Уша, Березина). Долины рек благодаря регрессивной эрозии отличаются глубиной.
С севера на юг территорию возвышенности пересекает Вилейско-Минская водная система.

## Растительность
Основная часть земель распахана. Местами сохраняется луговая и лесная растительность. Хвойные леса сохранились на наиболее гористых участках.